# タクティール
タクティール (Taktil) または タクティール・マッサージ (Taktil Massage) 、 タクティール・ケア (Taktil Care) とは、スウェーデン発祥の緩和ケア療法。
1960年代に看護師シーヴ・アーデビー（Siv Ardeby）やグニッラ・ビルケスタッド（Gunilla Birkestad）らによって考案されたマッサージ法で、「タクティール」は「触れる」という意味のラテン語tactilisに由来する。ツボや筋肉を刺激する各種マッサージ法とは異なり、優しい接触を継続的に行い、肌の触れ合いを通してオキシトシンの分泌を促し、ストレスに関連するホルモンであるコルチゾールのレベルを低下させて、相手の不安な感情を取り除く効果を得るとされる。また、痛覚の信号より早く脳に到達する触覚の信号によって痛覚の信号の伝達を阻むゲートコントロール効果を通じて、痛みを緩和する作用があるとされる。このほか、コミュニケーション能力の向上や攻撃性・自虐性を減少させる効果もあるとされ、人間の尊厳を重視した認知症ケアや、がんの緩和ケア、未熟児ケア、障がい者ケア、ストレスケア、いじめ予防など、さまざまな分野で活用されている。
2010年3月28日 フジテレビの’新報道2001’で介護施設の舞浜倶楽部で行われたタクティールケアなどが放送された。この中で認知症の症状が劇的に改善された例が紹介。この報道を見る限り、単なる緩和医療（改善の見込みが無いことを前提にした医療）とは一線を画す療法と考えられる。